# IFO 380
L'IFO 380 (dall'inglese Intermediate Fuel Oil) è un olio combustibile molto denso, viscoso, di colore nero impiegato come carburante nelle navi.

## Applicazioni
Dati l'alta resa calorica e il basso costo, in passato veniva utilizzato come combustibile per il riscaldamento civile residenziale, soprattutto industriale, ma fu presto bandito per le emissioni in aria altamente inquinanti.

## Proprietà chimico-fisiche
- Densità: 0,979 g/cm3 a 15 °C[2]
- grado API: 13[2]
- viscosità di 9400 mPa·s a 15 °C[2]
- Tensione superficiale: 22,1 dines/cm[2]
- flash point: 90 °C[2]

### Composizione
- Zolfo: tipicamente meno dell'1%;[1] deve essere minore del 3,5% secondo la norma ISO 8217[1]
- Vanadio 300 mg per kg.
- Alluminio silicio circa 80 mg per kg